# 未选择的路
《未选择的路》（英語：The Road Not Taken）是罗伯特·弗罗斯特创作的叙事诗，首次发表在1915年8月的《大西洋月刊》上，后来作为1916年诗集《山间低地》的第一首诗出版。这首诗的核心主题被普遍认为是“道路的分歧”。
1915年版《未选择的路》与1916年版《未选择的路》存在内容差异：在第13行中，“marked”被替换为“kept”；而在第18行中，“,”被替换为“—”。

## 创作背景

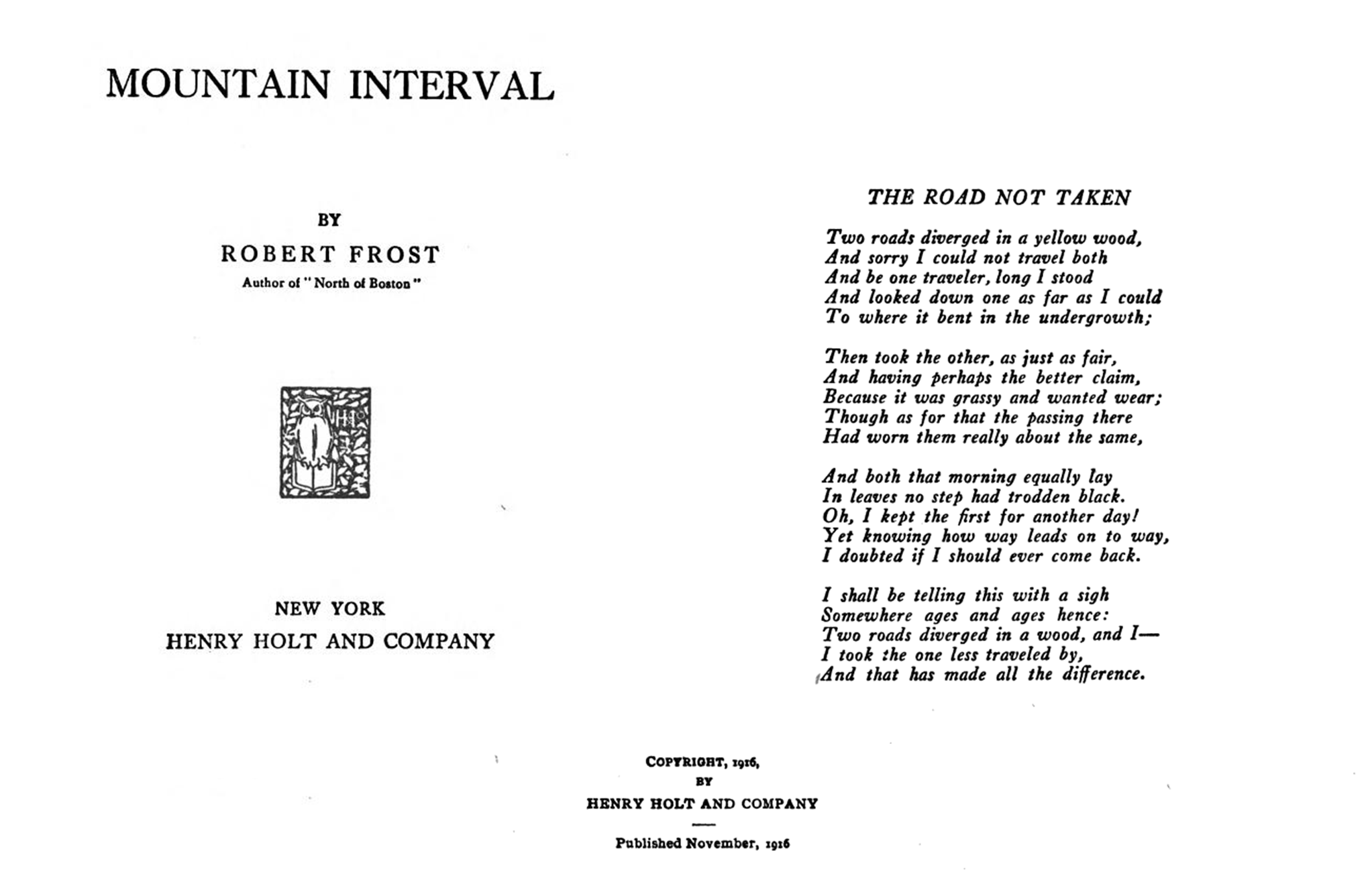
《山间低地》的封面，以及《未选择的路》的页面

1912年至1915年期间，弗罗斯特居住于英国，并与著名作家爱德华·托马斯结识 。不久，二人成为亲密的朋友，时常一起散步。有一天，当二人散步时，恰逢两条分岔路。而托马斯对该走哪条路感到迟疑，事后常常为自己的选择后悔。1915年，弗罗斯特回到新罕布什尔州创作该诗，后将诗歌的预发本寄给托马斯。 托马斯认真地对待这首诗，并觉得感同身受，这或许是托马斯决定参军入伍的诱因之一。托马斯后来在1917年的阿拉斯戰役中阵亡，得年39岁。

## 诗歌结构
这首诗共有四节，每节五行，韵法为ABAAB（即每节的第一行与第三、四行押韵，第二行与第五行押韵），韵律为四步抑扬格（即每行有四个双音节音步）。然而，这首诗的四步抑扬格具有一定的不规则性，因为在几乎每一行的不同位置中，都会有一个抑扬格被扬抑格取代。

## 诗歌韵律
这首诗以对话般的语调写成，开篇便以近乎摄影般的笔触描绘“幽寂的黄树林”这一意象。韵律的变化为诗歌赋予了自然感，使思绪彷佛自发涌现，从而影响读者的期待感。 在少数几句严格遵循抑扬格的诗行中，其更为规律的节奏支撑了一种逐步趋向于接受某种现实的观念，例如：“Though as for that the passing there / Had worn them really about the same”。而在最后一行，韵律与节奏的配合方式显然不同，出乎读者的意料。

## 诗歌主旨
《未选择的路》是弗罗斯特最受欢迎的诗作之一，然而它却是一首经常被读者误解的诗歌。 人们通常庸俗地将其解读为一首倡导“走自己的路”的诗歌。但实际上，这首诗反諷了这种想法。 2015年，美国诗歌评论家大卫·奥尔在《巴黎评论》发表评论，对这一误解评价到：
诗中的叙述者告诉我们，在未来的某一时刻，他“将讲述”自己如何选择了那条少有人走的路……然而，他已经承认，两条路“同样铺展在落叶中”，并且“两条路几乎是一模一样”。因此，他事后声称的那条少有人走的路，实际上同样是一条多有人走的路。这两条路是可以互相替换的。
奥尔随后总结到：“这首诗探讨了抉择的必要性，但它却像作者本人一样，从未真正做出选择——相反，它反复地将我们带回到那个同样神秘莫测、落叶斑驳的十字路口。”
弗罗斯特创作这首诗，本意是挪揄其友人爱德华·托马斯，因为托马斯与弗罗斯特散步时，常常为选择一条路而迟疑不定。 《纽约时报》的一篇书评指出：“无论他们走哪条路，都一定会错过另一条路上的好东西。”
诗歌末尾处的“轻声叹息”，时常被认为是对遗憾或满足的表达。然而，叙述者先前对“两条道路”的描述，与他将要叙述的内容之间，存在某种耐人寻味的差异。劳伦斯·汤普森在《弗罗斯特传》中指出：有一次，弗罗斯特在朗诵这首诗前，曾对听众讲道：“你们要小心那首诗；它很吊诡——非常吊诡”，汤普森认为这可能是在暗示这首诗所具有的反讽性。
汤普森认为：这首诗的叙述者是“一个习惯于将精力浪费在为自己所做之选择感到后悔的人：他事后惆怅地叹息着，为那些被拒绝的诱人选择而惋惜。” 而弗罗斯特亦曾公开指出：爱德华·托马斯是诗歌中的叙述者原型，并评价诗中的叙述者“无论走哪条路，都会后悔自己没走另一条路，他就这样苛求自己”。

## 持久影响

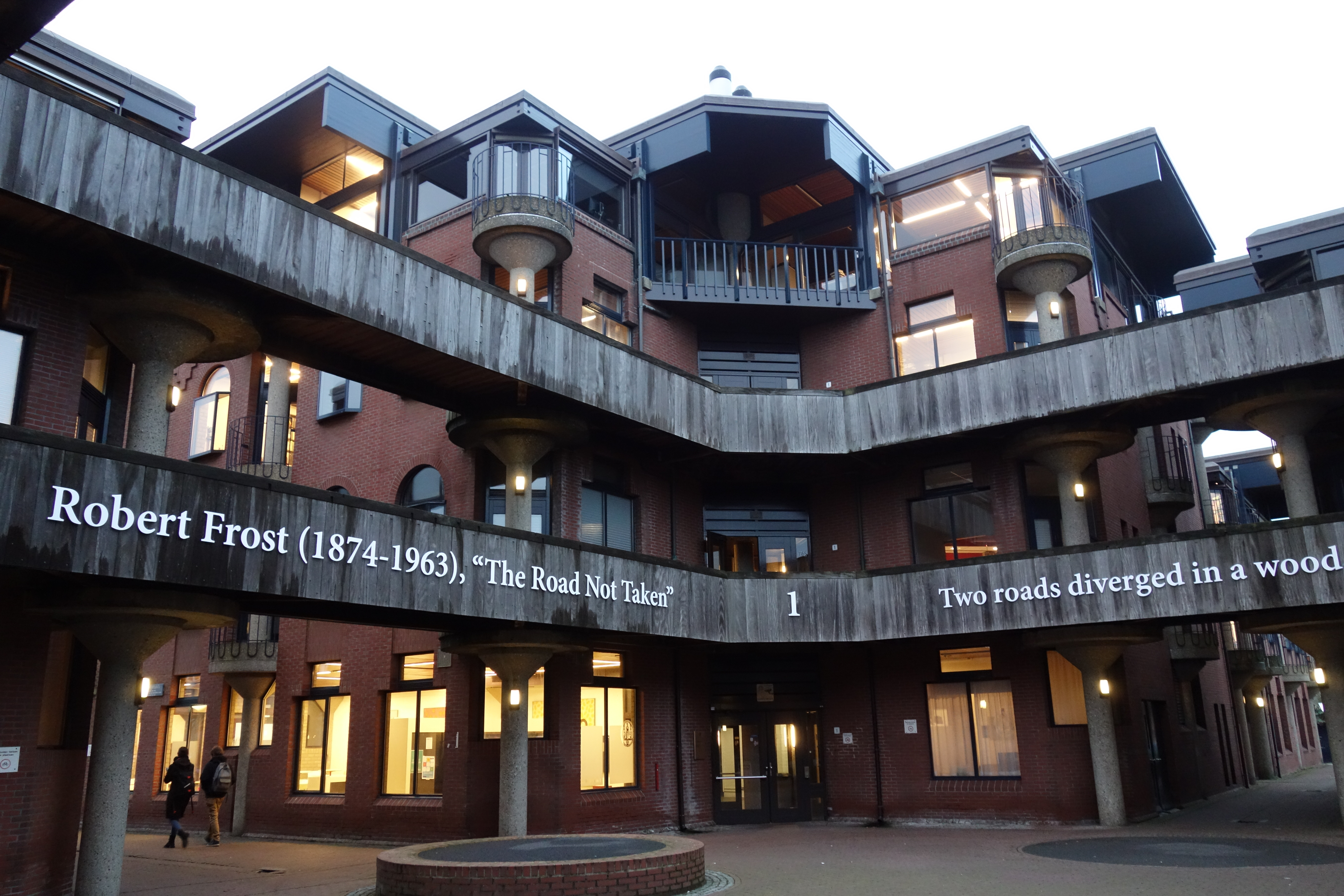
荷兰莱顿诗墙上的《未选择的路》诗句

（未选择的路）不仅在美国文学中扮演着独特的角色，更深植于美国文化乃至全球文化之中。它的标志性诗句已变得无处不在，从咖啡杯、冰箱贴到毕业演讲，随处都可见它的身影……——大卫·奥尔《未选择的路：在人人喜爱却大多误解的诗歌中寻找美国》（2016年）
这首诗歌的句子被布鲁斯·霍恩斯比、梅莉莎·埃瑟里奇、乔治·斯特雷特、塔利布·奎利等众多歌手引用在自己的作品中，并且曾是一部十二集电视连续剧的标题。仅在1980年-2016年间，美国就有两千多篇新闻报道引用这首诗的句子，而“The Road Not Taken”更是出现在四百多本书的各式标题中，这些书的主题从政治理论到僵尸末日，无所不包。
《未选择的路》在中文世界亦具有相当影响力：2001年6月，中国大陆翻译家顾子欣的译作被编入人教版初中语文课本，直到部编版初中语文课本推行时也有沿用；而在2006年，中国大陆翻译家曹明伦的译作（名为“未走之路”）被编入台湾的国文教材。